# Edenharterita
L'edenharterita és un mineral de la classe dels sulfurs. Rep el nom en honor d'Andreas Edenharter (1933-), de la Universitat de Göttingen, Alemanya, qui va sintetitzar primer el material mentre realitzava experiments hidrotermals amb sulfosals de tal·li.

## Característiques
L'edenharterita és un sulfur de fórmula química PbTlAs₃S₆. Es tracta d'una espècie aprovada com a espècie vàlida per l'Associació Mineralògica Internacional publicada per primera vegada l'any 1992. Cristal·litza en el sistema ortoròmbic. La seva duresa a l'escala de Mohs oscil·la entre 2,5 i 3.
Segons la classificació de Nickel-Strunz, l'edenharterita pertany a «02.HD: Sulfosals de l'arquetip SnS, amb Tl» juntament amb els següents minerals: lorandita, weissbergita, christita, jankovicita, rebulita, imhofita, jentschita, hutchinsonita, bernardita, sicherita i gabrielita.

## Formació i jaciments
Va ser descoberta a la pedrera Lengenbach, situada a la comuna de Binn, dins el cantó de Valais, Suïssa. Es tracta de l'únic indret en tot el planeta on ha estat descrita aquesta espècie mineral.